# 黒松内温泉
黒松内温泉（くろまつないおんせん）は、北海道寿都郡黒松内町にある温泉。
株式会社ブナの里振興公社が運営している日帰り入浴施設。

## 泉質
- ナトリウム - 塩化物泉
  - 源泉温度39.9度
  - 湧出量毎分400リットル

## 歴史
- 1998年(平成10年) - 開湯
- 2020年（令和2年）-食堂が「そば処ぶなの森」としてリニューアル

## アクセス
- 鉄道 : 函館本線黒松内駅から車で約5分